# Sunny Gilbert
Sunny Gilbert, née le 13 mars 1979, est une cycliste américaine. Elle est spécialiste du cyclo-cross.

## Palmarès en cyclo-cross
- 2013-2014
  - North Carolina Grand Prix #2, Hendersonville
- 2014-2015
  - Gateway Cross Cup #1, Saint-Louis
- 2015-2016
  - Cyntery Hurtland, a Tulsa Tough production, Tulsa
- 2017-2018
  - Jingle Cross #2, Iowa City
  - Major Taylor Cross Cup #1, Indianapolis
  - Major Taylor Cross Cup #2, Indianapolis
- 2018-2019
  - DCCX #1, Washington DC
  - DCCX #2, Washington DC
  - 2e du championnat des États-Unis de cyclo-cross
- 2021-2022
  - Major Taylor Cross Cup Day 1, Indianapolis
  - Major Taylor Cross Cup Day 2, Indianapolis
  - 3e du championnat des États-Unis de cyclo-cross
- 2022-2023
  - Major Taylor Cross Cup Day 2, Indianapolis